# Panorama Museum Salzburg
Das Panorama Museum Salzburg gehört zum Salzburg Museum und befindet sich in der Neuen Residenz in der Salzburger Altstadt. Es beherbergt vor allem das kreisrunde Panoramabild mit dem Motiv Salzburg und Umgebung des Landschaftsmalers Johann Michael Sattler und seiner Mitarbeiter Friedrich Loos (Landschaft) und Johann Joseph Schindler (figurale Staffage).
Das Panoramagemälde zeigt die Stadt Salzburg und dessen Umland um 1825 von der Festung Hohensalzburg aus gesehen. Es ist eines der wenigen bis heute erhalten gebliebenen historischen Stadtpanoramen, jedoch nicht das älteste (siehe Thun-Panorama). Sattler bereiste mit diesem Panorama von 1829 bis 1839 weite Teile Europas und stellte es unter anderem in München, Linz, Wien, Prag, Dresden, Magdeburg, Hamburg, Leipzig, Berlin, Göteborg, Kopenhagen, Oslo, Amsterdam, Delft, Groningen, Paris, Brüssel, Köln und Frankfurt am Main aus. Er war damit der erste professionelle Tourismuswerber für die Stadt Salzburg, die ihn nach seiner Rückkehr zu ihrem ersten Ehrenbürger ernannte.
Das Gemälde befand sich von 1875 bis 1937 in einem eigenen Ausstellungspavillon im Kurgarten der Stadt Salzburg, wurde dann zusammengerollt gelagert und erst 1977 im damals neu erbauten Casinogebäude auf dem Mönchsberg wieder aufgestellt. 2001 musste das Panorama wegen Abbruchs des Gebäudes entfernt werden, kam 2003 in die Neue Residenz und wurde dort zwei Jahre lang einer umfassenden Restaurierung unterzogen. Die vom Salzburg Museum beauftragte Restaurierung mit einem Kostenaufwand von rund 550.000 Euro wurde zur Gänze durch Spenden von Salzburger Firmen und einzelner Personen finanziert. Am 6. Oktober 2005 konnte das Panorama Museum als Teil des Salzburg Museum feierlich eröffnet werden.
Im Museum sind rund um das ca. 25 Meter lange und knapp 5 Meter hohe Rundgemälde 24 Kosmoramen ausgestellt. Diese großformatigen Gemälde mit Darstellungen von Landschaften und Städten wurden zum Teil von Johann Michael Sattler, in großer Zahl von seinem Sohn Hubert Sattler gemalt, der von der Mitte bis zum Ende des 19. Jahrhunderts zahlreiche Malerreisen vom Vorderen Orient über Nordafrika bis zum Nordkap und von Kanada bis Kuba unternommen hatte.
Das Sattler-Panorama soll in das Salzburger Barockmuseum übersiedelt werden, nach der Abnahme im Mai 2023 soll das Bild in der Schwarzenbergkaserne in einem speziell angefertigten Kühlraum bis zur Fertigstellung des neuen Standortes zwischengelagert werden. Die ehemalige Orangerie soll als Welterbe-Besucherzentrum fungieren, die Eröffnung ist für 2025 geplant.